# Classic Sud-Ardèche
Classic Sud-Ardèche (též známý jako Souvenir Francis Delpech) je jednodenní cyklistický závod konaný v departementu Ardèche ve Francii. Prvních 7 ročníků závodu bylo určeno amatérům. Do UCI Europe Tour se závod připojil v roce 2008 na úrovni 1.2. a v roce 2010 se posunul na úroveň 1.1.
Do roku 2013 byl závod znám jako Les Boucles du Sud-Ardèche, než byl organizátory Ruoms Cyclisme International utvořen další závod – La Drôme Classic – který se koná stejný víkend jako Classic Sud-Ardèche. V roce 2020 se stal závod součástí nově vzniklé UCI ProSeries.

## Seznam vítězů
| Rok  | Země          | Jezdec                 | Tým                          |
| ---- | ------------- | ---------------------- | ---------------------------- |
| 2001 | Francie       | Thomas Bernabeu        |                              |
| 2002 | Francie       | Tom Colas              |                              |
| 2003 | Alžírsko      | Hicham Menad           |                              |
| 2004 | Bělorusko     | Alexander Sabalin      |                              |
| 2005 | Francie       | Fabien Fraissignes     |                              |
| 2006 | Francie       | Jean-Christophe Péraud |                              |
| 2007 | Rusko         | Jevgenij Sokolov       | Vendée U                     |
| 2008 | Lotyšsko      | Gatis Smukulis         | VC La Pomme Marseiile        |
| 2009 | Francie       | Freddy Bichot          | Agritubel                    |
| 2010 | Francie       | Christophe Riblon      | Ag2r–La Mondiale             |
| 2011 | Francie       | Arthur Vichot          | FDJ                          |
| 2012 | Francie       | Rémi Pauriol           | FDJ–BigMat                   |
| 2013 | Francie       | Mathieu Drujon         | BigMat–Auber 93              |
| 2014 | Francie       | Florian Vachon         | Bretagne–Séché Environnement |
| 2015 | Argentina     | Eduardo Sepúlveda      | Bretagne–Séché Environnement |
| 2016 | Česko         | Petr Vakoč             | Etixx–Quick-Step             |
| 2017 | Itálie        | Mauro Finetto          | Delko–Marseille Provence KTM |
| 2018 | Francie       | Romain Bardet          | AG2R La Mondiale             |
| 2019 | Francie       | Lilian Calmejane       | Direct Énergie               |
| 2020 | Francie       | Rémi Cavagna           | Deceuninck–Quick-Step        |
| 2021 | Francie       | David Gaudu            | Groupama–FDJ                 |
| 2022 | Spojené státy | Brandon McNulty        | UAE Team Emirates            |
| 2023 | Francie       | Julian Alaphilippe     | Soudal–Quick-Step            |
| 2024 | Španělsko     | Juan Ayuso             | UAE Team Emirates            |
| 2025 | Francie       | Romain Grégoire        | Groupama–FDJ                 |